# Moskal

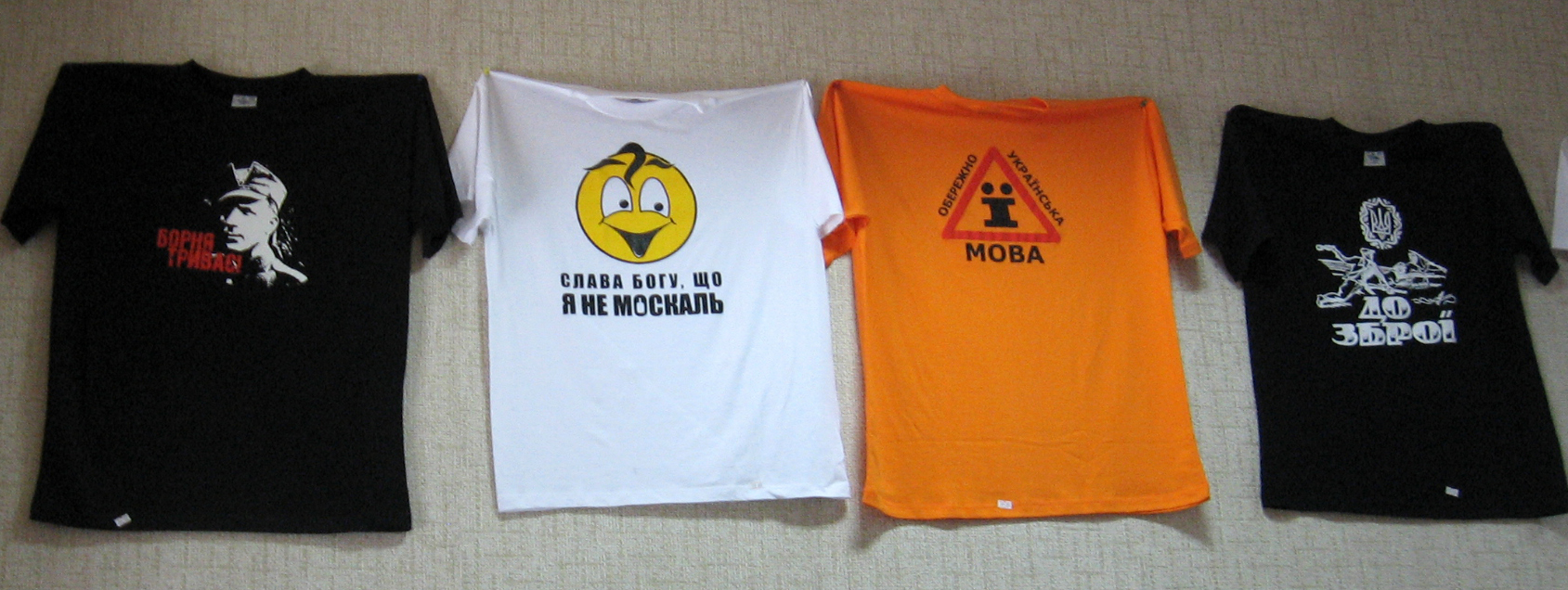
Texte en ukrainien sur un T-shirt blanc : « Слава Богу, що я не москаль » (Slava Bogou, chtcho ya nié moskal : « Dieu merci, je ne suis pas moskal »).

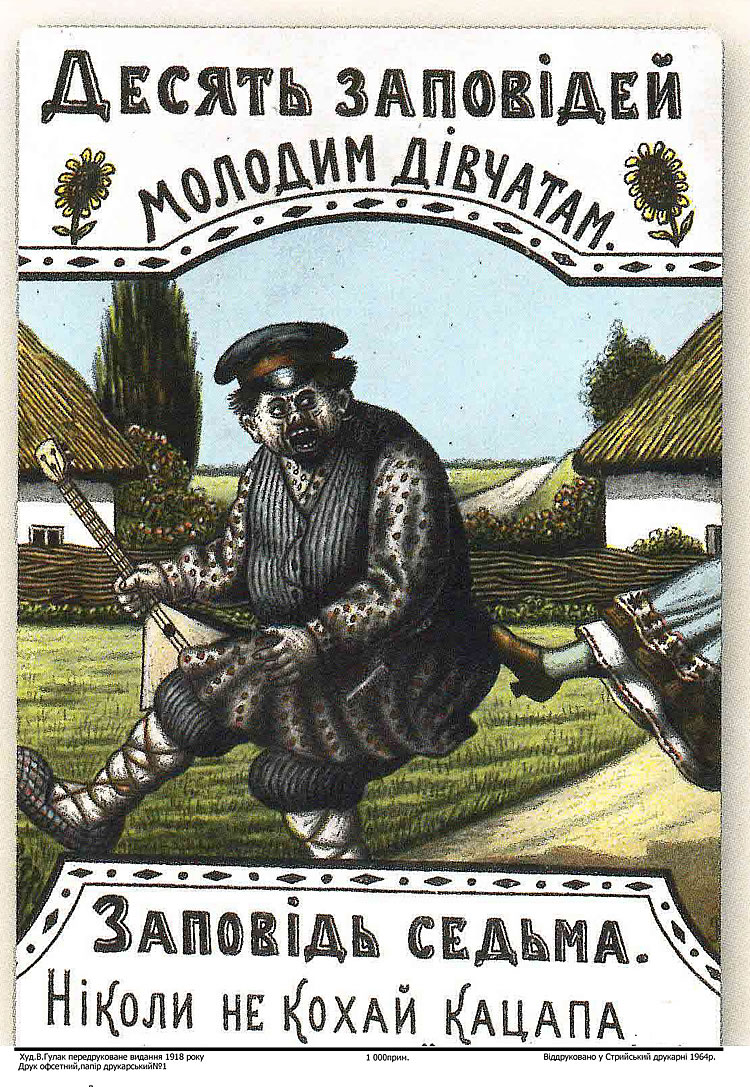
Vassili Goulak, « Ніколи не кохай кацапа », carte postale de 1918 environ : (en ukrainien) « Les dix commandements de la jeune fille. Septième commandement : Ne jamais se mettre avec un katsap ». Une jeune fille donne un vigoureux coup de pied à un homme figurant le stéréotype du Russe, avec sa balalaïka et sa casquette de fonctionnaire impérial russe au lieu de la tenue traditionnelle ukrainienne.

Moskal (en biélorusse : маскаль, en polonais : moskal, en hongrois : muszka, en lituanien : maskolis, en moldave muscal, en ukrainien : москаль) est un ethnonyme historique désignant les ressortissants de la grande-principauté de Moscou du XIIIe au XVIIIe siècle. Avec l'expansion de l'Empire russe à partir du XVIIIe siècle, ce nom (auquel s'est ajouté l'ukrainien кацап : « bouc ») est devenu un sobriquet hostile pour les Russes (de Russie ou de la diaspora) et, par métonymie, pour les pro-russes, dans le langage des pro-européens de Biélorussie, d'Ukraine, de Moldavie, des Pays baltes ou de Pologne, qui craignent la puissance ou l'influence russe.

## Histoire et étymologie
Initialement, dès le XIIe siècle, Moskal fait référence aux habitants de la Principauté de Moscou, le mot se traduisant littéralement par « Moscovien », différenciant ainsi les sujets de la principauté par rapport aux Moscovites : les résidents de la cité de Moscou, et aussi par rapport aux autres Slaves de l'Est tels que les gens de Ruthénie blanche (Biélorusses) ou de Ruthénie rouge (Ukrainiens). Avec le temps, le mot est devenu un archaïsme dans toutes les langues slaves orientales et n'a survécu qu'en tant que nom de famille dans chacune de ces langues (Kazimierz Moskal par exemple). 
La connotation hostile est apparue vers la fin du XVIIIe-début du XIXe siècle, lorsque les soldats de l'armée impériale russe (et plus tard ceux de l'armée soviétique) ont commencé à être connus dans les territoires progressivement annexés par l'Empire russe (et, plus tard, par l'URSS). Beaucoup de ces troupes (comme d'autres au cours de l'histoire) vécurent sur le pays et le verbe ukrainien москалить signifie « arnaquer, escroquer ».
À l'inverse, le terme de « khokhol » (хохол : « bênet, gogo ») désigne de manière péjorative les Ukrainiens quand ils sont moqués par les Russes. Dans le même ordre d'idées, les Moldaves, les Tatars de Crimée et les Caucasiens sont des « smouglianki » (смуглянки : « petits noirauds ») en russe.

## Influence culturelle
« Moskal » est un personnage courant de la forme traditionnelle du théâtre satirique de marionnettes ukrainien vertep : c'est un gros lourdaud, ivrogne, brutal et rapace, que la ruse du paysan ou de la jeune femme d'Ukraine parvient à neutraliser et, souvent, à ridiculiser. 
Moskaliki est une désignation ukrainienne pour les petits poissons généralement utilisés comme appâts ou comme snacks accompagnant la bière. 

### Pages connexes
- Boche, Rosbif, Rital, Polak
- Xénophobie, Russophobie, Ukrainophobie, Polonophobie
- Diaspora russe, Russification
- Ethnonyme, Autoethnonyme, Exonymie, Endonymie, Liste de gentilés issus d'ethnonymes